# Bataille de Moukalla (2015)
Pour les articles homonymes, voir bataille de Moukalla.
Insurrection djihadiste au Yémen
Guerre civile yéménite
Batailles
- Bataille d'Amran
- 1re Bataille de Sanaa
- Bataille de l'aéroport d'Aden
- 1re Bataille d'Aden
- Bataille de Taëz
- 1re Bataille de Moukalla
- 2e Bataille de Moukalla
- 2e Bataille de Sanaa
- 2e Bataille d'Aden
- Bataille d'al-Hodeïda
- Prise de Socotra
- 3e Bataille d'Aden
- 4e Bataille d'Aden
- Offensive de Najran
- Attaque d'Abqaïq et de Khurais
- Offensive d'Al Bayda
- Offensive d'Al Jawf
- Bataille de Marib

La bataille de Moukalla, lors de l'insurrection djihadiste au Yémen, a lieu en avril 2015 entre les troupes loyalistes et AQPA. Les terroristes prennent la ville.